# Хорватський історичний музей
Хорватський історичний музей (хорв. Hrvatski povijesni muzej) — державний історичний музей у столиці Хорватії місті Загребі; значне зібрання предметів і матеріалів з хорватської історії, науково-дослідний і культурний осередок країни.

## Загальна інформація
Історичний музей Хорватії міститься в гарному історичному приміщенні-пам'ятці архітектури, й розташований у загребському середмісті у Високому (Горнєму) місті за адресою:
вул. Матошева / ulica Matoševa, буд. 9, м. Загреб—10000 (Хорватія).
Будинок музею — палац Войкович-Оршич-Раух (Vojković-Oršić-Rauch), одна з найцінніших пам'яток архітектури бароко у Загребі та країні, був зведений наприкінці XVIII століття. Протягом історії палац був родинним гніздом декількох знатних хорватських сімей, не раз змінював власників, допоки в 1930-х роках місто не придбало будівлю в останнього приватного власника. Надалі у будівлі містилась резиденція міського голови Загреба, а від 1959 року — частина Хорватського історичного музею.
Режим роботи музейного закладу:
- з понеділка по п'ятницю — з 10.00 до 18.00 години;
- по суботах і неділях — з 10.00 до 13.00 години;
- закритий у святкові дні.

Директорка музею — Анкіца Панджич (Ankica Pandžić).

## З історії
Хорватський історичний музей у Загребі вважається правонаступником Національного музею Хорватії, заснованого у 1846 році.
У 1959 році у палаці Войкович-Оршич-Раух розмістився Історичний музей Хорватії.
Разом із незалежністю Хорватії в 1991 році останній було об'єднано з Музеєм Революції (хорв. Muzej revolucije naroda Hrvatske), відтак постала нова музейна установа — Хорватський історичний музей, який відтоді є головним історичним музеєм країни.
Крім барокового палацу на Матошева, частина експозиції Хорватського історичного музею розміщена у Павільйоні Мештровича (хорв. Meštrovićev paviljon), також музей має бібліотеку, здійснює науково-дослідницьку та видавничу діяльність. Музейний заклад опікується філією — Меморіальним музеєм Івана Горана Ковачича в селі Луковдолі в Горському Котарі (Приморсько-Ґоранська жупанія).

## Експозиції
Фонди Хорватського історичного музею налічують понад 200 000 експонатів.
Музейні колекції включають 15 відділів:
- зібрання документів № 1;
- зібрання документів № 2;
- колекція творів мистецтва ХХ століття;
- сакральна збірка;
- зібрання фотографій, плівок і негативів;
- геральдично-сфрагістична колекція;
- колекція холодної зброї;
- колекція кам'яних пам'яток, нумізматики й археологічних артефактів;
- колекція нагород, медалей, почесних знаків і значків;
- зібрання предметів побуту;
- колекція творів живопису, графіки та скульптури;
- колекція різноманітного;
- колекція вогнепальної зброї;
- зібрання прапорів і стягів;
- колекції форменого одягу.